# Conus violaceus
Conus violaceus е вид охлюв от семейство Conidae. Видът не е застрашен от изчезване.

## Разпространение и местообитание
Разпространен е в Кения, Коморски острови, Мавриций, Мадагаскар, Майот, Мозамбик, Реюнион, Сейшели, Сомалия и Танзания.
Обитава крайбрежията на океани и морета.